# Маунт-Баркер (Южная Австралия)
Ма́унт-Ба́ркер (англ. Mount Barker) — крупнейший город историко-географического региона Аделаидские холмы в штате Южная Австралия, административный центр одноимённого округа.

## География
Город расположен в холмистой местности у подножья горы Баркер, по которой и назван. Расстояние от центральной части Маунт-Баркера до океанского побережья по прямой линии составляет 32 километра, до центра столицы штата Аделаиды — 28.

## История
Территория, на которой расположен сегодняшний Маунт-Баркер, была обследована и разделена на участки в 1839 году Данканом МакФарлейном. Первые поселенцы появились в этом районе в 1844 году. Среди них был бизнесмен, политик и филантроп Джон Данн, построивший в Маунт-Баркере вторую в штате паровую мельницу. Она проработала пятьдесят лет, её здание сохранилось до наших дней и стало одной из местных достопримечательностей.

## Население
В 2016 году в Маунт-Баркере проживало 16 629 человек. 79,6 % из них родились в Австралии — этот процент выше среднего по штату и по стране в целом. Оставшиеся 20,4 % населения составляют иммигранты из Великобритании, ЮАР, Новой Зеландии, Германии, c Филиппин и из других стран. Представители коренных народов Австралии и аборигены островов Торресова пролива составляют 1,4 % населения города.
Население Манут-Баркера растёт быстрее, чем в большинстве населённых пунктов штата. С 1996 по 2006 год число жителей города увеличилось на 3 800 человек — прирост составлял 3 % в год.

## Известные уроженцы
- Кайла Джордж — профессиональная баскетболистка